# Día Mundial del Idioma Romaní
El Día Mundial del Idioma Romaní es una jornada que se celebra anualmente el 5 de noviembre desde 2015, fue proclamada por la  UNESCO en ese mismo año.

## Proclamación
El Día Mundial del Idioma Romaní fue proclamado por la UNESCO el 3 de noviembre de 2015, a petición de la Asociación para la Educación de los Romaníes en la República de Croacia "Kali Sara". La proclamación busca promover la preservación y desarrollo del idioma romaní, reconocer su importancia cultural y lingüística, y destacar la necesidad de apoyar la identidad y bienestar del pueblo gitano. La Unión Internacional Romaní  también apoyó esta iniciativa, subrayando la necesidad de proteger y promover el idioma como parte vital de la identidad cultural romaní.

## Celebración
La celebración tiene lugar el 5 de noviembre, en conmemoración del primer Simposio Internacional sobre el Idioma Romaní realizado en Zagreb en 2009. Esta celebración fue oficialmente reconocida por el Parlamento de Croacia en 2012, consolidando su importancia a nivel nacional.  El reconocimiento oficial de la UNESCO en 2015 lo consolidó como una celebración a nivel mundial. Desde entonces, se realizan actividades como: simposios, conferencias y eventos culturales que incluyen la entrega de premios a destacados estudiosos del romaní y la promoción de la educación y uso del idioma en diversas esferas. Además, se llevan a cabo iniciativas para la estandarización y codificación del romaní, buscando fomentar su uso en tecnología, instituciones y dentro de las familias romaníes. Durante estas celebraciones, participan especialistas en el idioma romani de diversas disciplinas y regiones del mundo y representantes de la Unión Internacional Romaní contribuyendo al enriquecimiento y difusión del idioma.